# Гастингс, Фрэнсис, 10-й граф Хантингдон
Фрэнсис Гастингс (англ. Francis Hastings; 13 марта 1729, Эшби-де-ла-Зуш, Лестершир, Великобритания — 2 октября 1789, Лондон, Великобритания) — британский аристократ, 10-й граф Хантингдон, 14-й барон Хангерфорд, 12-й барон Молейнс, 15-й барон Ботро и 12-й барон Гастингс с 1746 года, член Тайного совета. Умер неженатым и стал последним представителем старшей ветви рода Гастингсов.

## Биография
Фрэнсис Гастингс родился в семье Теофилуса Гастингса, 9-го графа Хантингдона, и Селины Ширли в 1729 году. Он был первым ребёнком, после него родилось ещё шестеро. Фрэнсис унаследовал семейные владения и титулы после смерти отца в 1746 году. Несколько лет он провёл в путешествиях по Европе, побывав во Франции, Испании, Португалии, Италии. В 1753 году граф вернулся в Великобританию и занял видное место при дворе. Гастингс стал членом Тайного совета (1760), он нёс королевский меч во время коронации Георга III в 1761 году, примерно тогда же стал грумом королевы. Именно на нём в августе 1762 года лежала обязанность сообщить королю, кого родила его супруга — мальчика или девочку; в первом случае Георг обещал наградить вестника тысячей фунтов стерлингов, во втором — 500 фунтов. Королева родила сына, будущего Георга IV. Однако граф сообщил монарху, что на свет появилась девочка, и в результате не получил никакой награды.
В 1766 году Гастингс заявил о своих претензиях на титул герцога Кларенса как потомок последнего носителя этого титула Джорджа Плантагенета (брата короля Эдуарда IV). Он скоропостижно умер 2 октября 1789 года в лондонском доме своего племянника Фрэнсиса Роудона.
Хантингдон был членом Королевского общества древностей c 1758 года и Общества антикваров c 1768 года.

## Семья и наследство
Прожив 60 лет, Фрэнсис так и не женился, так что с его смертью угасла старшая ветвь рода Гастингсов. Титул графа Хантингдона перешёл в состояние бездействия, а баронские титулы унаследовала сестра умершего леди Элизабет, жена Джона Роудона, 1-го графа Мойра. На графский титул безуспешно претендовал представитель младшей ветви семьи Теофилус Гастингс; его племянник Ганс в 1819 году обосновал свои права и стал 12-м графом Хантингдоном.
У 10-го графа был внебрачный сын по имени Чарльз от танцовщицы парижской Оперы мадемуазель Лани, родившийся в 1747 году.